# Strong2kin Moov
Strong2Kin Moov est une plateforme médiatique numérique congolaise fondée en 2018 et basée à Kinshasa. Le média couvre principalement l’actualité culturelle, musicale et sportive, avec un accent sur la promotion des artistes urbains émergents. Il est aussi connu pour sa participation et sa promotion des événements culturels et des initiatives à caractère social.

## Historique
Lancé en 2018 par Jérémie Kabamba, Strong2Kin Moov est issu d'un travail académique ensuite transformé en projet. Initialement conçu sous la forme d'une page Facebook, il visait à promouvoir les jeunes artistes issus des milieux urbains populaires de Kinshasa,.
Le média s'est développé sur d'autres réseaux sociaux en couvrant plusieurs évènements culturels, en effectuant des interviews avec plusieurs artistes, avant de devenir en 2019 une plateforme numérique indépendante. Celle-ci propose des articles d'actualité, des interviews exclusives ainsi que des couvertures d'événements culturels majeurs.
En 2021 sont lancées deux nouvelles branches, dont un label de production visant à accompagner la carrière de jeunes artistes principalement congolais, ainsi qu'une division dédiée à la promotion de la musique gospel,

## Activités
Le média publie en ligne des articles et des émissions de son programme, comme Meta raconte ouFace à la CAM, ainsi que des reportages et analyses portant sur divers domaines. Ce sont principalement la musique africaine, la société, la culture et l'art urbains, leurs évolutions, les jeunes talents, les artistes de la diaspora, et de toute l'Afrique centrale. Il diffuse également des portraits d'artistes, des chroniques musicales, des reportages sur l'évolution de la culture urbaine  et des analyses d'événements culturels majeursen République démocratique du Congo.
Strong2Kin Moov propose aussi des interviews d'artistes, plusieurs grands noms ont déjà défilé devant la caméra du média, comme Gaz Mawete, Fally Ipupa, le couple d'artistes gospel jonathan et faveur munghongwa, Pson ZubaBoy, Gally garvey, Fiston mbuyi, Dark kabangu, Samarino, Ephraim Baku, l'artiste gabonnaise Emma ’a, Gradur ainsi que de nombreux autres talents émergents de la scène urbaine congolaise.

## Autres branches
- Strong Music LTD :  un label de production musicale axé sur les jeunes artistes congolais, qui a produit des jeunes talents[16] comme K2 Shab’s,  Exauss Feeling, ainsi que Le Petit Fally[10].
- Strong2Kin Gospel[4] :une déclinaison du média centrée sur la musique gospel et les artistes chrétiens[10].

## Récompenses & Prix
- 2023 : Lauréat du Prix Lokumu[17] dans la catégorie « Meilleur média en ligne de l’année »[18],[19].
- 2024 : Nomination à nouveau dans la même catégorie aux Prix Lokumu 2024[20]
- 2025 : Il est couronné par Nkita Expo-forum dans le secteur de la communication et médias[21]